# Dysschema aethiops
Dysschema aethiops är en fjärilsart som beskrevs av Erich Martin Hering 1928. Dysschema aethiops ingår i släktet Dysschema och familjen björnspinnare. Inga underarter finns listade i Catalogue of Life.